# Antoine Mongez
Pour les articles homonymes, voir Mongez.
Antoine Mongez, né à Lyon le 30 janvier 1747 et mort à Paris le 31 juillet 1835, est un administrateur des Monnaies, érudit, numismate, archéologue, historien de l’art français.

## Biographie
Antoine Mongez est le frère aîné de Jean-André Mongez. En 1763, il entre dans l'ordre des chanoines réguliers de France de la congrégation de Sainte-Geneviève et soutient sa thèse en théologie à Paris en 1769. En 1785, il est résidant libre de l'Académie des Inscriptions et Belles-lettres (1785). En 1792, il est proche des Girondins, et devient membre de la Commission des monuments, puis de la commission administrative des Monnaies. Le 9 juin de la même année, il se marie civilement à la peintre et dessinatrice Angélique Levol. L'année suivante, il se rapproche des Montagnards et se lie d'amitié avec Jacques-Louis David et Jean-Paul Marat. Le 1er juillet 1793, il signe son second acte de mariage avec la même Angélique Levol.
Antoine Mongez retrouve son fauteuil à l'Académie des inscriptions et belles-lettres en 1795. En 1796, il est nommé administrateur des Monnaies. Il est rattaché à la classe de littérature et des Beaux-Arts et devient président de la section des antiquités et monuments de l'Institut.
En 1801, il est membre du Tribunat pendant quelques mois, puis à nouveau administrateur des Monnaies. Il adapte le franc germinal à la République italienne. Le 26 octobre 1814, il se marie religieusement avec Angélique Mongez. En 1816, il est radié de l'Institut avant d'y être réélu à l'unanimité en 1818.

## Publications
- Antoine Mongez est l'auteur des volumes consacrés aux Antiquités, Mythologie, Diplomatique des Chartres, et Chronologie par l'Encyclopédie méthodique.